# Ханапепе
Ханапепе (гав. Hanapēpē — букв. «раздробленный залив») — статистически обособленная местность, расположенная в округе Кауаи, штат Гавайи, США.

## История

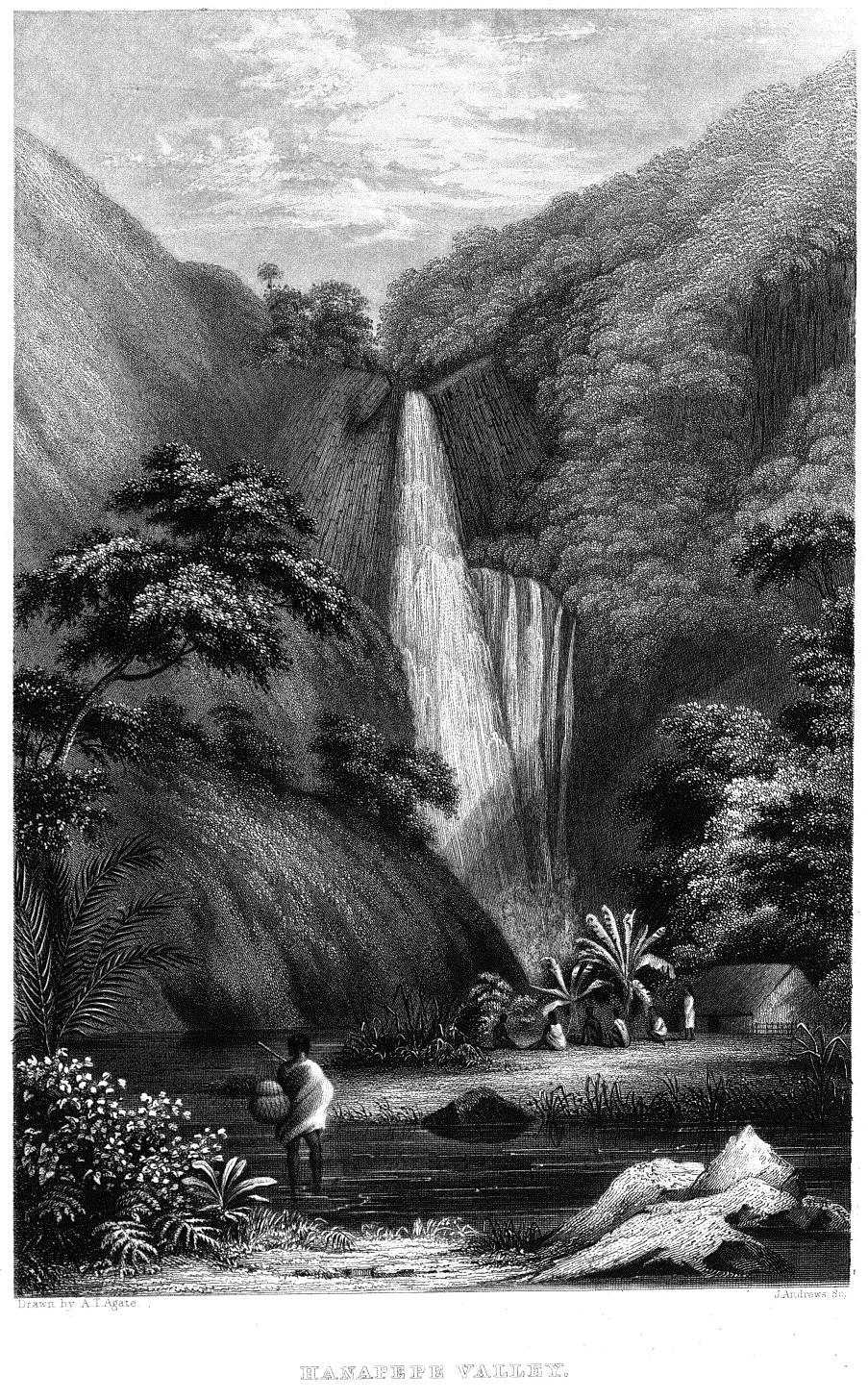
Долина Ханапепе, рисунок Альфреда Агата

Ханапепе — один из немногих городов на острове, который не был создан на сахарных плантациях. В конце сентября 1840 года его посетила исследовательская экспедиция из США под руководством Чарльза Уилкса. В 1924 году здесь произошёл расстрел забастовки, инцидент, позже названный Резнёй в Ханапепе.
27 августа 1980 года в Ханапепе погиб Дуглас Кенни, соавтор сценария фильма «Зверинец» (National Lampoon's Animal House), упав с девятиметровой высоты.
В поселении находится штаб-квартира Lappert’s, компании по производству гавайского мороженого, а также самый западный книжный магазин в Соединённых Штатах Америки — «Talk Story Bookstore». Населённый пункт стал прототипом для родного города главных героев полнометражного мультфильма студии Уолта Диснея «Лило и Стич» (2002 год).

## География

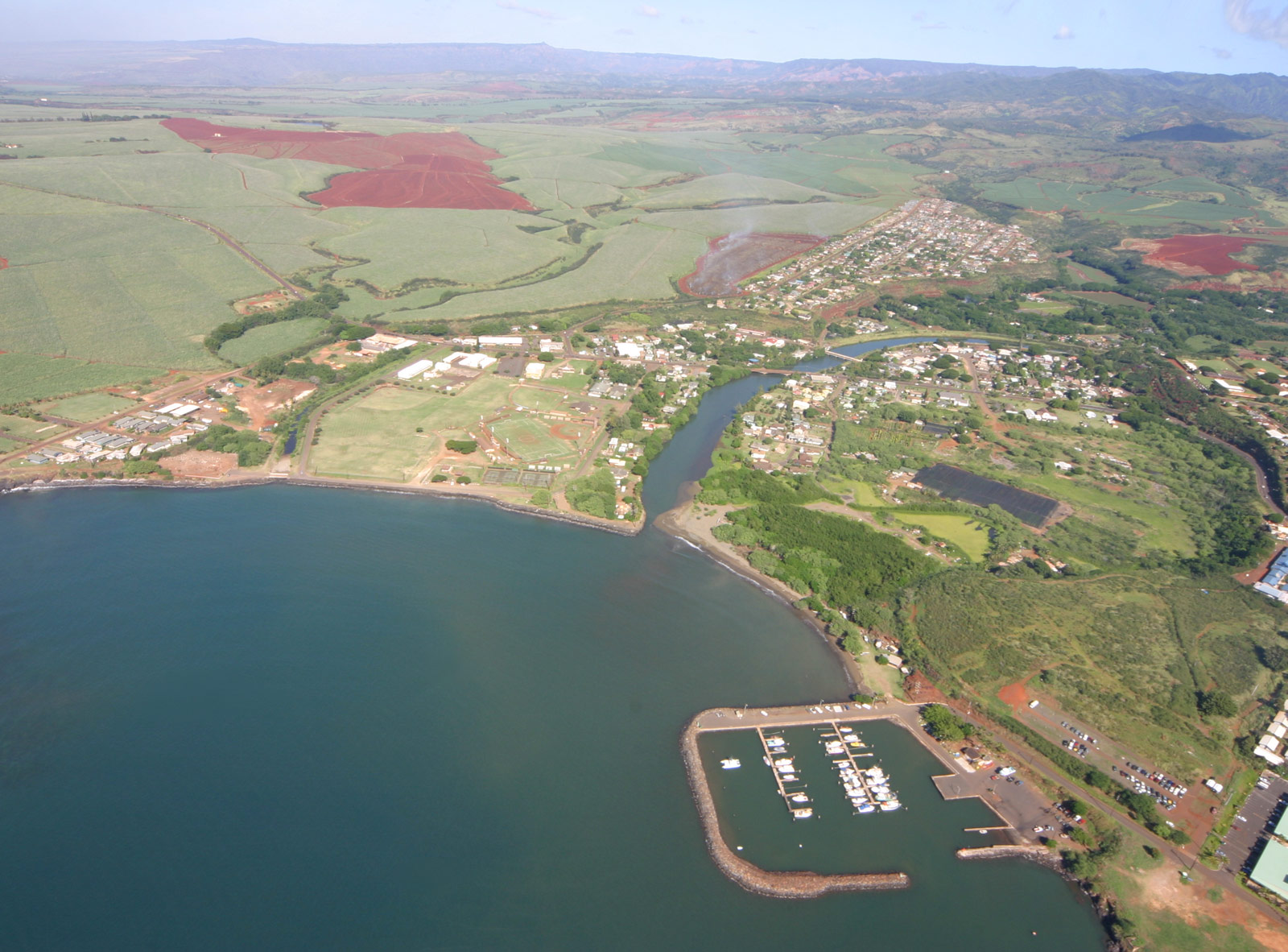
Вид с высоты птичьего полёта

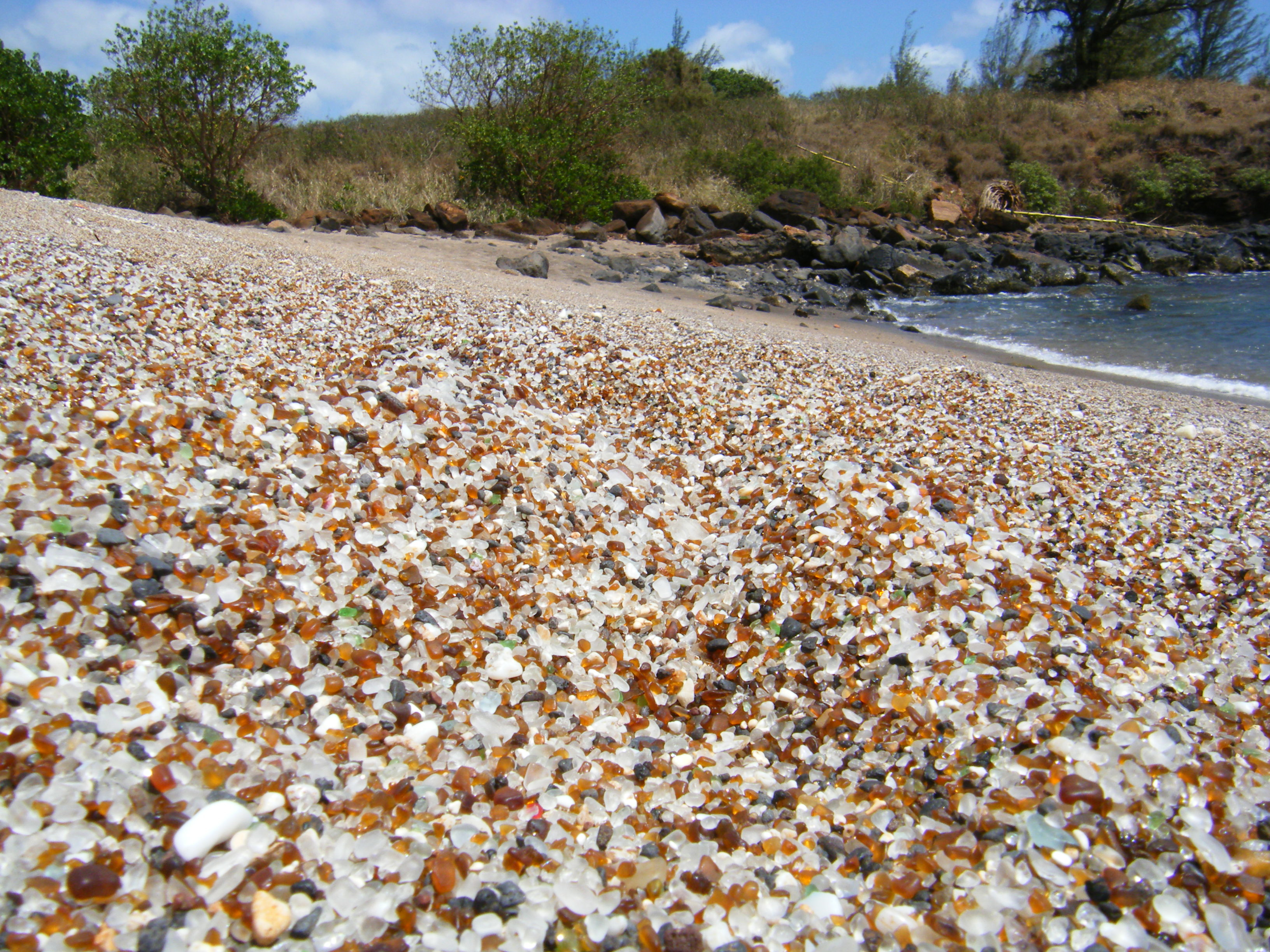
«Стеклянная бухта» в промышленном районе Ханапепе

Согласно Бюро переписи населения США статистически обособленная местность Ханапепе имеет общую площадь 2,6 квадратных километров, из которых 2,3 км2 относится к суше и 0,3 км2 или 10,31 % — к водным ресурсам.

## Демография
По данным переписи населения за 2000 год в Ханапепе проживало 2153 человека, насчитывалось 706 домашних хозяйств, 533 семьи и 757 жилых домов. Средняя плотность населения составляла около 953,6 человек на один квадратный километр.
Расовый состав Ханапепе по данным переписи распределился следующим образом: 16 % белых, 0,1 % — чёрных или афроамериканцев, 0,3 % — коренных американцев, 48,6 % — азиатов, 8,5 % — коренных жителей тихоокеанских островов, 26,3 % — представителей смешанных рас, 0,2 % — других народностей. Латиноамериканцы составили 8,6 % населения.
Из 706 домашних хозяйств в 41,8 % — воспитывали детей в возрасте до 18 лет, 57,2 % представляли собой совместно проживающие супружеские пары, в 12,3 % семей женщины проживали без мужей, 24,4 % не имели семьи. 19,8 % от общего числа семей на момент переписи жили самостоятельно, при этом 8,6 % составили одинокие пожилые люди в возрасте 65 лет и старше. В среднем домашнее хозяйство ведут 3,05 человек, а средний размер семьи — 3,54 человек.
Население Ханапепе по возрастному диапазону (данные переписи 2000 года) распределилось следующим образом: 32 % — жители младше 18 лет, 6,5 % — между 18 и 24 годами, 29,4 % — от 25 до 44 лет, 20,1 % — от 45 до 64 лет и 12,1 % — в возрасте 65 лет и старше. Средний возраст жителей составил 35 лет. На каждые 100 женщин приходилось 103,3 мужчины, при этом на каждые сто женщин 18 лет и старше приходилось 98,9 мужчин также старше 18 лет.

## Экономика
Средний доход на одно домашнее хозяйство Ханапепе составил 44 112 долларов США, а средний доход на одну семью — 50 750 долларов. При этом мужчины имели средний доход в 30 039 долларов в год против 24 224 долларов среднегодового дохода у женщин. Доход на душу населения составил 17 043 долларов в год. 5,8 % от всего числа семей в местности и 6,6 % от всей численности населения находилось на момент переписи за чертой бедности, при этом 7,7 % из них были моложе 18 лет и 10,8 % — в возрасте 65 лет и старше.